# Isodromus axillaris
Isodromus axillaris är en stekelart som beskrevs av Timberlake 1919. Isodromus axillaris ingår i släktet Isodromus och familjen sköldlussteklar. Inga underarter finns listade i Catalogue of Life.